# A Dunakanyar-Vác FC 2006–2007-es szezonja
A Dunakanyar-Vác FC 2006–2007-es szezonja szócikk a Dunakanyar-Vác FC első számú férfi labdarúgócsapatának egy szezonjáról szól.

## Mérkőzések
| Színmagyarázat | Színmagyarázat |
| -------------- | -------------- |
|                | Győzelem.      |
|                | Döntetlen.     |
|                | Vereség.       |

### Borsodi Liga 2006–07

#### Őszi fordulók
| 1. forduló 2006. július 28. 19:00 |

| Dunakanyar-Vác                   | 0–2               | Paksi FC                                            |
| -------------------------------- | ----------------- | --------------------------------------------------- |
| Dudás 29' Gáspár 56' Kulcsár 58' | (0–2) Jegyzőkönyv | Buzás 13' (11-esből) Kiss 40' Tamási 20' Molnár 23' |

| Ligeti Stadion, Vác Nézőszám: 1 000 Játékvezető: Iványi Zoltán (magyar) |

| 2. forduló 2006. augusztus 5. 20:00 |

| Vasas                              | 2–2               | Dunakanyar-Vác                                                    |
| ---------------------------------- | ----------------- | ----------------------------------------------------------------- |
| Kincses 17' 45' Tóth 39' Lázok 41' | (2–0) Jegyzőkönyv | Palásthy 81' (11-esből) 85' Gáspár 90+2' Kovács 45' Svintek 90+3' |

| Illovszky Rudolf Stadion, Budapest Nézőszám: 4 000 Játékvezető: Sápi Csaba (magyar) |

| 3. forduló 2006. augusztus 19. 19:00 |

| Dunakanyar-Vác          | 0–1               | Kaposvári Rákóczi                 |
| ----------------------- | ----------------- | --------------------------------- |
| Palásthy 30' Kovács 32' | (0–0) Jegyzőkönyv | Szakály 47' Zahorecz 19' Grúz 50' |

| Ligeti Stadion, Vác Nézőszám: 1 000 Játékvezető: Solymosi Péter (magyar) |

| 4. forduló 2006. augusztus 26. 19:00 |

| Dunakanyar-Vác | 3–1               | Budapest Honvéd                                              |
| --- | ----------------- | ------------------------------------------------------------ |
| Palásthy 39' (11-esből) 40' Kulcsár 57' Svintek 90' 19' Dudás 19' Sinkó 21' Kovács 38' Rusvay 74' Laskai 80' Farkas 88' | (1–1) Jegyzőkönyv | Dobos 19' (11-esből) Schindler 27' Baranyai 70' Benjamin 82' |

| Ligeti Stadion, Vác Nézőszám: 1 500 Játékvezető: Szilasi Szabolcs (magyar) |

| 5. forduló 2006. szeptember 11. 18:00 |

| Debreceni VSC                                                  | 4–0               | Dunakanyar-Vác |
| -------------------------------------------------------------- | ----------------- | -------------- |
| Brnović 22' 48' Dzsudzsák 51' Sidibe 90' Vukmir 18' Sándor 60' | (1–0) Jegyzőkönyv | Laskai 45'     |

| Oláh Gábor utcai stadion, Debrecen Nézőszám: 6 000 Játékvezető: Bede Ferenc (magyar) |

| 6. forduló 2006. szeptember 17. 18:30 |

| Dunakanyar-Vác                          | 2–2               | FC Tatabánya                                                       |
| --------------------------------------- | ----------------- | ------------------------------------------------------------------ |
| Vámosi 50' (öngól) Laskai 60' Dudás 37' | (0–1) Jegyzőkönyv | Kouemaha 9' Rajnay 90+2' Gulyás 25′ Hajdú 45' Dupai 66' Vámosi 89' |

| Ligeti Stadion, Vác Nézőszám: 2 000 Játékvezető: Bognár Tamás (magyar) |

| 7. forduló 2006. szeptember 23. 19:00 |

| FC Fehérvár         | 1–0               | Dunakanyar-Vác |
| ------------------- | ----------------- | -------------- |
| Lattenstein 12' 16' | (1–0) Jegyzőkönyv | Farkas 35'     |

| Sóstói Stadion, Székesfehérvár Nézőszám: 3 000 Játékvezető: Andó-Szabó Sándor (magyar) |

| 8. forduló 2006. szeptember 30. 18:00 |

| Dunakanyar-Vác                                        | 2–3               | MTK Budapest                                                           |
| ----------------------------------------------------- | ----------------- | ---------------------------------------------------------------------- |
| Rob 11' Palásthy 80' (11-esből) Kovács 57' Gáspár 62' | (1–1) Jegyzőkönyv | Kanta 27' (11-esből) Bori 58' Rodenbücher 73' Lipcsei 22' Pintér 90+1' |

| Ligeti Stadion, Vác Nézőszám: 2 000 Játékvezető: Török Károly (magyar) |

| 9. forduló 2006. október 14. 14:00 |

| Diósgyőr              | 1–0               | Dunakanyar-Vác       |
| --------------------- | ----------------- | -------------------- |
| Binder 29' Sipeki 83' | (1–0) Jegyzőkönyv | Kunzo 32' Rusvay 53' |

| DVTK-stadion, Miskolc Nézőszám: 1 500 Játékvezető: Pánczél Krisztián (magyar) |

| 10. forduló 2006. október 21. 18:00 |

| Dunakanyar-Vác                                          | 0–0               | Győri ETO                 |
| ------------------------------------------------------- | ----------------- | ------------------------- |
| Svintek 16' Sinkó 35′, 49′ Rob 49' Kunzo 68' Udvari 83' | (0–0) Jegyzőkönyv | Pákolicz 81' Bajzát 90+1' |

| Ligeti Stadion, Vác Nézőszám: 1 500 Játékvezető: Berger József (magyar) |

| 11. forduló 2006. október 28. 18:00 |

| Újpest                        | 1–0               | Dunakanyar-Vác                              |
| ----------------------------- | ----------------- | ------------------------------------------- |
| Kovács 33' Erős 51' Böjte 63' | (1–0) Jegyzőkönyv | Gáspár 14' Kovács 20' Kulcsár 73' Gábor 89' |

| Szusza Ferenc Stadion, Budapest Nézőszám: 2 520 Játékvezető: Iványi Zoltán (magyar) |

| 12. forduló 2006. november 4. 17:00 |

| Dunakanyar-Vác       | 0–1               | Rákospalotai EAC                       |
| -------------------- | ----------------- | -------------------------------------- |
| Udvari 76' Kunzo 82' | (0–0) Jegyzőkönyv | Somorjai 64' Bárányos 52' Polonkai 66' |

| Ligeti Stadion, Vác Nézőszám: 1 000 Játékvezető: Kassai Viktor (magyar) |

| 13. forduló 2006. november 11. 17:00 |

| Zalaegerszegi TE           | 1–1               | Dunakanyar-Vác                          |
| -------------------------- | ----------------- | --------------------------------------- |
| Waltner 39' 90+1' Nagy 51' | (1–0) Jegyzőkönyv | Vén 56' Kovács 27' Szabó 50' Farkas 73' |

| ZTE Aréna, Zalaegerszeg Nézőszám: 3 000 Játékvezető: Bognár Tamás (magyar) |

| 14. forduló 2006. november 18. 16:00 |

| Dunakanyar-Vác                                         | 1–2               | FC Sopron                                                  |
| ------------------------------------------------------ | ----------------- | ---------------------------------------------------------- |
| Kulcsár 40' Dudás 63' Páles 69′ Udvari 73' Sinkó 90+2' | (1–0) Jegyzőkönyv | Feczesin 60' Demjén 74' Munteanu 22' Sifter 49' Bagoly 68′ |

| Ligeti Stadion, Vác Nézőszám: 150 Játékvezető: Fábián Mihály (magyar) |

| 15. forduló 2006. november 25. 16:00 |

| Pécsi MFC                       | 1–1               | Dunakanyar-Vác                           |
| ------------------------------- | ----------------- | ---------------------------------------- |
| Szabados 85' Győri 54' Pest 66' | (0–0) Jegyzőkönyv | Vén 50' (11-esből) Laskai 64' Farkas 82' |

| PMFC Stadion, Pécs Nézőszám: 1 200 Játékvezető: Arany Tamás (magyar) |

| 16. forduló 2006. december 2. 13:30 |

| Paksi FC                                       | 0–0               | Dunakanyar-Vác                   |
| ---------------------------------------------- | ----------------- | -------------------------------- |
| Heffler 69' Fehér 83' Zováth 87' Kóczián 90+3' | (0–0) Jegyzőkönyv | Svintek 37' Gáspár 55' Dudás 62' |

| Fehérvári úti stadion, Paks Nézőszám: 500 Játékvezető: Szabó Zsolt (magyar) |

| 17. forduló 2006. december 11. 18:00 |

| Dunakanyar-Vác                  | 0–1               | Vasas               |
| ------------------------------- | ----------------- | ------------------- |
| Kovács 35' Laskai 69' Kunzo 73' | (0–1) Jegyzőkönyv | Pandur 43' Tóth 61' |

| Ligeti Stadion, Vác Nézőszám: 200 Játékvezető: Gergely Sándor (magyar) |

#### Tavaszi fordulók
| 18. forduló 2007. február 24. 15:00 |

| Kaposvári Rákóczi                           | 3–0               | Dunakanyar-Vác |
| ------------------------------------------- | ----------------- | -------------- |
| Oláh 21' 77' André Alves 31' 40' Maróti 62' | (2–0) Jegyzőkönyv | Palásthy 66'   |

| Rákóczi Stadion, Kaposvár Nézőszám: 2 500 Játékvezető: Gaál Gyöngyi (magyar) |

| 19. forduló 2007. március 3. 16:00 |

| Budapest Honvéd                                                                      | 6–0               | Dunakanyar-Vác       |
| ------------------------------------------------------------------------------------ | ----------------- | -------------------- |
| Szabó 39' 90' Kovács 66' (öngól) Dobos 72' Hercegfalvi 74' Bogdanović 76' Ndjodo 21' | (1–0) Jegyzőkönyv | Prado 13' Makrai 23' |

| Bozsik József Stadion, Budapest Nézőszám: 4 000 Játékvezető: Pánczél Krisztián (magyar) |

| 20. forduló 2007. március 10. 16:00 |

| Dunakanyar-Vác                      | 1–3               | Debreceni VSC              |
| ----------------------------------- | ----------------- | -------------------------- |
| Palásthy 84' Kulcsár 26' Makrai 75' | (0–2) Jegyzőkönyv | Sidibe 9' 45' Sztojkov 60' |

| Ligeti Stadion, Vác Nézőszám: 1 500 Játékvezető: Berger József (magyar) |

| 21. forduló 2007. március 17. 15:00 |

| FC Tatabánya          | 1–2               | Dunakanyar-Vác          |
| --------------------- | ----------------- | ----------------------- |
| Takács 90+2' Filó 85' | (0–2) Jegyzőkönyv | Rusvay 34' Palásthy 37' |

| Városi Stadion, Tatabánya Nézőszám: 1 500 Játékvezető: Sápi Csaba (magyar) |

| 22. forduló 2007. március 31. 16:00 |

| Dunakanyar-Vác                                  | 0–2               | FC Fehérvár                          |
| ----------------------------------------------- | ----------------- | ------------------------------------ |
| Kovács 28' Lettrich 40' Palásthy 67' Gulyás 71' | (0–2) Jegyzőkönyv | Mohl 15' Horváth 37' Koller 52′, 68′ |

| Ligeti Stadion, Vác Nézőszám: 1 500 Játékvezető: Szilasi Szabolcs (magyar) |

| 23. forduló 2007. április 8. 15:00 |

| MTK Budapest                    | 3–0               | Dunakanyar-Vác                                       |
| ------------------------------- | ----------------- | ---------------------------------------------------- |
| Pál 1' Kanta 52' 58' (11-esből) | (1–0) Jegyzőkönyv | Dudás 34' Farkas 37' Balogh 57′ Djokić 58' Prado 73' |

| Hidegkuti Nándor Stadion, Budapest Nézőszám: 1 500 Játékvezető: Iványi Zoltán (magyar) |

| 24. forduló 2007. április 14. 17:00 |

| Dunakanyar-Vác                                            | 1–0               | Diósgyőr             |
| --------------------------------------------------------- | ----------------- | -------------------- |
| Rusvay 41' Makrai 11' Cristiano 27′ Fretta 66' Gulyás 70' | (1–0) Jegyzőkönyv | Hegedűs 4' Haman 88' |

| Ligeti Stadion, Vác Nézőszám: 1 000 Játékvezető: Sulyok Gergely (magyar) |

| 25. forduló 2007. április 21. 17:00 |

| Győri ETO  | 1–0               | Dunakanyar-Vác                       |
| ---------- | ----------------- | ------------------------------------ |
| Bajzát 49' | (0–0) Jegyzőkönyv | Dluzniewski 37' Lázár 44' Balogh 84' |

| ETO Park, Győr Nézőszám: 3 500 Játékvezető: Gergely Sándor (magyar) |

| 26. forduló 2007. április 27. 19:00 |

| Dunakanyar-Vác                                             | 3–1               | Újpest                                                         |
| ---------------------------------------------------------- | ----------------- | -------------------------------------------------------------- |
| Vén 23' 61' Palásthy 90+2' Bozori 45' Dudás 46' Rusvay 53' | (1–1) Jegyzőkönyv | Tisza 41' Sándor 6' Völgyi 9' Böjte 22′ Balajcza 45' Vaskó 60' |

| Ligeti Stadion, Vác Nézőszám: 2 500 Játékvezető: Vad II. István (magyar) |

- A jegyzőkönyvből nem derülnek ki a gólszerzők.

| 27. forduló 2007. május 5. 17:30 |

| Rákospalotai EAC                                  | 4–0               | Dunakanyar-Vác        |
| ------------------------------------------------- | ----------------- | --------------------- |
| Pusztai 28' Torma 65' (11-esből) 74' Somorjai 71' | (1–0) Jegyzőkönyv | Rusvay 57' Kovács 70′ |

| Budai II László Stadion, Budapest Nézőszám: 1 000 Játékvezető: Andó-Szabó Sándor (magyar) |

- A jegyzőkönyv nem tünteti fel a gólszerzőket.

| 28. forduló 2007. május 12. 18:00 |

| Dunakanyar-Vác | 0–5               | Zalaegerszegi TE                             |
| -------------- | ----------------- | -------------------------------------------- |
|                | (0–2) Jegyzőkönyv | Waltner 17' 42' 88' Ludánszki 85' Máté 90+1' |

| Ligeti Stadion, Vác Nézőszám: 500 Játékvezető: Bognár Tamás (magyar) |

| 29. forduló 2007. május 19. 19:00 |

| FC Sopron                                          | 3–1               | Dunakanyar-Vác |
| -------------------------------------------------- | ----------------- | -------------- |
| Horváth 3' Magasföldi 32' Kolling 66' Munteanu 82' | (2–1) Jegyzőkönyv | Palásthy 36'   |

| Káposztás utcai Stadion, Sopron Nézőszám: 2 500 Játékvezető: Mészáros István (magyar) |

| 30. forduló 2007. május 26. 18:00 |

| Dunakanyar-Vác                                | 1–1               | Pécsi MFC                              |
| --------------------------------------------- | ----------------- | -------------------------------------- |
| Bozori 83' Farkas 26' Palásthy 67' Makrai 68' | (0–0) Jegyzőkönyv | Horváth 73' Pavičević 63' Szabados 68' |

| Ligeti Stadion, Vác Nézőszám: 500 Játékvezető: Berger József (magyar) |

#### A bajnokság végeredménye
| #  | Csapat            | J  | Gy | D  | V  | Rg | Kg | Gk  | P  | Megjegyzés      |
| -- | ----------------- | -- | -- | -- | -- | -- | -- | --- | -- | --------------- |
| 1  | Debreceni VSC     | 30 | 22 | 3  | 5  | 63 | 21 | +42 | 69 | Bajnokok ligája |
| 2  | MTK Budapest      | 30 | 19 | 4  | 7  | 61 | 33 | +28 | 61 | UEFA-kupa       |
| 3  | Zalaegerszegi TE  | 30 | 17 | 4  | 9  | 54 | 38 | +16 | 55 |                 |
| 4  | Újpest            | 30 | 15 | 4  | 11 | 39 | 32 | +7  | 46 | [ 3 ]           |
| 5  | Vasas             | 30 | 13 | 6  | 11 | 43 | 41 | +2  | 45 |                 |
| 6  | FC Fehérvár       | 30 | 13 | 5  | 12 | 45 | 43 | +2  | 44 |                 |
| 7  | Kaposvári Rákóczi | 30 | 12 | 5  | 13 | 40 | 36 | +4  | 41 |                 |
| 8  | Budapest Honvéd   | 30 | 11 | 8  | 11 | 48 | 43 | +5  | 41 | UEFA-kupa       |
| 9  | Diósgyőr          | 30 | 11 | 5  | 14 | 40 | 52 | -12 | 38 |                 |
| 10 | FC Sopron         | 30 | 11 | 4  | 15 | 33 | 46 | -13 | 37 |                 |
| 11 | Paksi FC          | 30 | 10 | 7  | 13 | 34 | 38 | -4  | 37 |                 |
| 12 | FC Tatabánya      | 30 | 11 | 3  | 16 | 46 | 58 | -12 | 36 |                 |
| 13 | Győri ETO         | 30 | 9  | 8  | 13 | 37 | 43 | -6  | 35 |                 |
| 14 | Rákospalotai EAC  | 30 | 9  | 7  | 14 | 42 | 55 | -13 | 34 |                 |
| 15 | Pécsi MFC         | 30 | 7  | 12 | 11 | 31 | 41 | -10 | 33 | Kieső           |
| 16 | Dunakanyar-Vác    | 30 | 4  | 7  | 19 | 21 | 57 | -36 | 19 | Kieső           |

1. ↑  A Bajnokok Ligája selejtezőjének második körébe jut
2. ↑  Az UEFA-kupa selejtezőjének első fordulójába jut
3. ↑  az Újpest FC 3 pont levonást kapott
4. ↑  Az UEFA-kupa selejtezőjének első fordulójába jut (Magyar Kupa győztesként)

#### Eredmények összesítése
Az alábbi táblázatban összesítve szerepelnek a Dunakanyar-Vác FC 2006/07-es bajnokságban elért eredményei.
| Ősz/tavasz (forduló)    | Otthon | Otthon | Otthon | Otthon | Otthon | Otthon | Otthon | Idegenben | Idegenben | Idegenben | Idegenben | Idegenben | Idegenben | Idegenben |
| Ősz/tavasz (forduló)    | M      | GY     | D      | V      | LG–KG  | GK     | P      | M         | GY        | D         | V         | LG–KG     | GK        | P         |
| ----------------------- | ------ | ------ | ------ | ------ | ------ | ------ | ------ | --------- | --------- | --------- | --------- | --------- | --------- | --------- |
| Őszi szezon (1–15.)     | 9      | 1      | 2      | 6      | 8–13   | –5     | 5      | 8         | 0         | 4         | 4         | 4–11      | –7        | 4         |
| Tavaszi szezon (16–30.) | 6      | 2      | 1      | 3      | 6–12   | –6     | 7      | 7         | 1         | 0         | 6         | 3–21      | –18       | 3         |
| Összesen (1–30.)        | 15     | 3      | 3      | 9      | 14–25  | –11    | 12     | 15        | 1         | 4         | 10        | 7–32      | –25       | 7         |

#### Helyezések fordulónként
| Forduló  | 1  | 2  | 3  | 4  | 5  | 6  | 7  | 8  | 9  | 10 | 11 | 12 | 13 | 14 | 15 | 16 | 17 | 18 | 19 | 20 | 21 | 22 | 23 | 24 | 25 | 26 | 27 | 28 | 29 | 30 |
| -------- | -- | -- | -- | -- | -- | -- | -- | -- | -- | -- | -- | -- | -- | -- | -- | -- | -- | -- | -- | -- | -- | -- | -- | -- | -- | -- | -- | -- | -- | -- |
| Helyszín | O  | I  | O  | O  | I  | O  | I  | O  | I  | O  | I  | O  | I  | O  | I  | I  | O  | I  | I  | O  | I  | O  | I  | O  | I  | O  | I  | O  | I  | O  |
| Eredmény | V  | D  | V  | GY | V  | D  | V  | V  | V  | D  | V  | V  | D  | V  | D  | D  | V  | V  | V  | V  | GY | V  | V  | GY | V  | GY | V  | V  | V  | D  |
| Helyezés | 13 | 13 | 15 | 11 | 15 | 15 | 15 | 15 | 15 | 15 | 15 | 16 | 16 | 16 | 16 | 16 | 16 | 16 | 16 | 16 | 16 | 16 | 16 | 16 | 16 | 16 | 16 | 16 | 16 | 16 |

Helyszín: O = Otthon; I = Idegenben. Eredmény: GY = Győzelem; D = Döntetlen; V = Vereség.

### Magyar kupa
4. forduló
| 2006. november 1. 13:00 |

| Karcagi SE                       | 0–5         | Dunakanyar-Vác                          |
| -------------------------------- | ----------- | --------------------------------------- |
| Ramos 13' Kocsis 30' Bogdány 79' | Jegyzőkönyv | Dudás Kulcsár Gáspár Szabó Palásthy 63' |

|  |

Nyolcaddöntő
| 2006. november 8. 18:00 |

| Vasas                   | 2–1         | Dunakanyar-Vác             |
| ----------------------- | ----------- | -------------------------- |
| Nagy 40' Bali Fehér 63' | Jegyzőkönyv | Szabó Gáspár 17' Sinkó 88' |

| Illovszky Rudolf Stadion, Budapest |

| 2006. november 22. 18:00 |

| Dunakanyar-Vác     | 1–1 | Vasas           |
| ------------------ | --- | --------------- |
| Laskai Svintek 28' |     | Pandur Kiss 74' |

| Ligeti Stadion, Vác |